# Christl Cranzová
Christl Franziska Antonia Cranz-Borchers (1. července 1914, Brusel – 28. září 2004, Oberstaufen-Steibis) byla německá alpská lyžařka, která dominovala sjezdovému sportu ve 30. letech 20. století.
Na olympijských hrách v Garmisch-Partenkirchenu roku 1936 vyhrála závod v kombinaci. Je první ženskou olympijskou vítězkou v alpském lyžování vůbec. Krom toho v letech 1934–1939 získala dvanáct titulů mistryně světa, čtyři ve slalomu (1934, 1937, 1938, 1939), tři ve sjezdu (1935, 1937, 1939) a pět v kombinaci (1934, 1935, 1937, 1938, 1939). Krom toho přidala tři stříbrné medaili. To z ní dodnes činí nejúspěšnějšího závodníka na mistrovství světa v alpském lyžování, byť srovnání je relativní, neboť ve 30. letech se světové šampionáty konaly každoročně, zatímco po válce to bylo v dvouletých cyklech, navíc jako šampionát sloužily olympijské hry, z nichž tituly jsou jako vítězství z MS brány spíše formálně, takže „pravé“ mistrovství probíhalo jednou za čtyři roky (později došlo k přechodu na tříletý cyklus a ještě později došlo k návratu k dvouletému, aniž by za MS byly brány olympijské hry).
Její rodina pocházela z Belgie, kde se i ona narodila. Po vypuknutí první světové války její rodina uprchla z Belgie do Německa, do Traifelbergu u Reutlingenu, kde se naučila lyžovat. Poté se rodina přestěhovala do Grindelwaldu a Freiburgu. Její bratr Rudolf Cranz byl rovněž alpským lyžařem. V roce 1943 se provdala za Adolfa Borcherse. Během druhé světové války ukončila závodní kariéru, načež veřejně darovala své lyže a vybavení do Zimní pomoci (Winterhilfswerk), tedy na podporu nacisticko-německých jednotek bojujících proti Sovětskému svazu. Po skončení války byla zatčena kvůli spolupráci s nacisty a jedenáct měsíců byla nucena pracovat na farmě. V roce 1947 uprchla do americké okupační zóny. Později v Západním Německu se svým manželem založila lyžařskou školu, kterou vedla až do roku 1987.